# Winterreise (2019)
Winterreise (Originaltitel: Vinterrejse) ist ein Film aus dem Jahr 2019 von Anders Østergaard. Es ist Bruno Ganz’ letzte Rolle und erzählt die Geschichte eines jüdischen Paares, das während des Dritten Reichs aus Deutschland floh.

## Handlung
Der Film Winterreise behandelt die Geschichte eines jüdischen Paares, das während des Dritten Reichs aus Deutschland in die USA floh. Basierend auf dem 2001 erschienenen Buch Die unauslöschliche Symphonie (Originaltitel: The Inextinguishable Symphony) des US-amerikanischen Radiomoderators Martin Goldsmith, erzählt der Dokumentarfilm die Erinnerungen seines in der deutschen Stadt Oldenburg geborenen und 2009 im US-Bundesstaat Arizona verstorbenen Vaters, George Goldsmith (ursprünglich: Günther Goldschmidt), der von Bruno Ganz dargestellt wird.
Der Film nutzt historische Aufnahmen sowie mit Ganz nachgestellte Interviewszenen zwischen Vater und Sohn. Im Zentrum stehen die persönlichen Erfahrungen der Familie, insbesondere die Herausforderungen von Künstlern im nationalsozialistischen Deutschland. Dabei werden auch die zwielichtigen Aspekte des Kulturbunds Deutscher Juden thematisiert, der zunächst als Zufluchtsort diente, aber später von den Nationalsozialisten instrumentalisiert wurde.
Die Handlung wechselt zwischen Günthers Leben in Tucson, Arizona, und historischem Filmmaterial, wobei die Darstellung von Verdrängung, Schmerz und schließlich der Konfrontation mit der Vergangenheit im Mittelpunkt steht.

## Rezeption
Andreas Köhnemann in der Kino-Zeit:
„Bruno Ganz brilliert dabei mit seiner introvertierten Interpretation eines Mannes, der viele Erinnerungen tief vergraben hat, um weiterleben zu können.“